# (75225) Corradoaugias
(75225) Corradoaugias est un astéroïde de la ceinture principale.

## Description
(75225) Corradoaugias est un astéroïde de la ceinture principale. Il fut découvert le 27 novembre 1999 à Colleverde par Vincenzo Silvano Casulli. Il présente une orbite caractérisée par un demi-grand axe de 2,55 UA, une excentricité de 0,12 et une inclinaison de 13,4° par rapport à l'écliptique.